# Rio Cau Cau
Rio Cau Cau är ett vattendrag i Chile.   Det ligger i regionen Región de Los Ríos, i den södra delen av landet, 700 km söder om huvudstaden Santiago de Chile.
I omgivningarna runt Rio Cau Cau växer i huvudsak blandskog. Runt Rio Cau Cau är det glesbefolkat, med 10 invånare per kvadratkilometer.